# 詹寧斯 (密歇根州)
詹寧斯（英語：Jennings）是位於美國密歇根州米索基縣考德威爾鎮區及萊克鎮區的一個普查規定居民點。

## 人口
根據2020年美國人口普查的數據，詹寧斯的面積為1.97平方千米，當中陸地面積為1.97平方千米，而水域面積為0.00平方千米。當地共有人口229人，而人口密度為每平方千米116.24人。